# Société nouvelle de cinématographie
La Société nouvelle de cinématographie (SNC) est une société française de production et de distribution de films fondée en 1934 par René Pignères et Léon Beytout.
La SNC a produit et distribué de nombreux films avec Louis de Funès dont les six films du Gendarme de Saint-Tropez.
La société et son catalogue appartiennent désormais au Groupe M6. Dans les années 2010, M6 Vidéo ré-édite des films du catalogue SNC dans deux collections : Les Classiques français et Les Classiques italiens.

## Filmographie

### Producteur

#### Années 1930
- 1934 : Maria Chapdelaine de Julien Duvivier
- 1935 : La Bandera de Julien Duvivier
- 1936 : La Flamme d'André Berthomieu
- 1937 : L'Ange du foyer de Léon Mathot
- 1938 : Les Filles du Rhône de  Jean-Paul Paulin

#### Années 1950
- 1951 : Le Chéri de sa concierge de René Jayet
- 1954 : Le Secret d'Hélène Marimon d'Henri Calef
- 1954 : Femmes libres (Una donna libera) de Vittorio Cottafavi
- 1955 : Boulevard du crime de René Gaveau
- 1956 : L'inspecteur connaît la musique de Jean Josipovici
- 1956 : Ces sacrées vacances de Robert Vernay
- 1956 : Zaza de René Gaveau
- 1957 : Fumée blonde de Robert Vernay et André Montoisy
- 1958 : Jeunes filles en uniforme (Mädchen in Uniform) de Géza von Radványi
- 1959 : Ça n'arrive qu'aux vivants de Tony Saytor
- 1959 : La Vengeance du Sarrasin (La scimitarra del Saraceno) de Piero Pierotti

#### Années 1960
- 1960 : À bout de souffle de Jean-Luc Godard
- 1960 : Les Pirates de la côte (I pirati della costa) de Domenico Paolella

- 1961 : La Terreur des mers (Il terrore dei mari) de Domenico Paolella
- 1961 : Les hommes veulent vivre de Léonide Moguy
- 1961 : Les Bras de la nuit de Jacques Guymont
- 1961 : Mary la rousse, femme pirate (Le avventure di Mary Read) de Umberto Lenzi

- 1962 : Le Petit Garçon de l'ascenseur de Pierre Granier-Deferre
- 1962 : La Dernière Attaque de Leopoldo Savona
- 1962 : Le Trésor du lac d'argent (Der Schatz im Silbersee) de Harald Reinl

- 1963 : Catherine de Russie (Caterina di Russia) d'Umberto Lenzi
- 1963 : Le Petit Soldat de Jean-Luc Godard
- 1963 : L'Invincible Cavalier noir (L'invincibile cavaliere mascherato) de Umberto Lenzi
- 1963 : Un drôle de paroissien de Jean-Pierre Mocky
- 1963 : Le Secret de Joselito (El secreto de Tommy) d'Antonio del Amo
- 1963 : Les Pirates du Mississippi (Die Flußpiraten vom Mississippi) de Jürgen Roland
- 1963 : D'où viens-tu Johnny ? de Noël Howard
- 1963 : La Révolte des Indiens Apaches (Winnetou 1. Teil) de Harald Reinl

- 1964 : Les Diamants du Mékong (Die Diamantenhölle am Mekong) de Gianfranco Parolini
- 1964 : L'Attaque du fourgon postal (Zimmer 13) de Harald Reinl
- 1964 : Le Mystère de la jonque rouge (Weiße Fracht für Hongkong) de Helmuth Ashley
- 1964 : Le Gendarme de Saint-Tropez de Jean Girault
- 1964 : Le Trésor des montagnes bleues (Winnetou 2. Teil) de Harald Reinl
- 1964 : La Grande Frousse de Jean-Pierre Mocky
- 1964 : Les Chercheurs d'or de l'Arkansas de Paul Martin
- 1964 : Avec amour et avec rage de Pasquale Festa Campanile
- 1964 : Parmi les vautours (Unter Geiern) d'Alfred Vohrer

- 1965 : Les Aigles noirs de Santa Fé (Die schwarzen Adler von Santa Fe) de Ernst Hofbauer
- 1965 : Passeport diplomatique agent K 8 de Robert Vernay
- 1965 : Espionnage à Bangkok pour U-92 (Der Fluch des schwarzen Rubin) de Manfred R. Köhler
- 1965 : La Fabuleuse Aventure de Marco Polo de Denys de La Patellière et Noël Howard
- 1965 : Pierrot le fou de Jean-Luc Godard
- 1965 : L'aventure vient de Manille (Die letzten Drei der Albatros) de Wolfgang Becker
- 1965 : Les Grandes Gueules de Robert Enrico
- 1965 : Le Gendarme à New York

- 1966 : La Ligne de démarcation de Claude Chabrol
- 1966 : Objectif 500 millions de Pierre Schoendoerffer
- 1966 : À belles dents de Pierre Gaspard-Huit
- 1966 : Ça casse à Caracas (Inferno a Caracas) de Marcello Baldi
- 1966 : Le Saint prend l'affût de Christian-Jaque

- 1967 : Suzanne Simonin, la Religieuse de Diderot ou La Religieuse de Jacques Rivette
- 1967 : Les Aventuriers de Robert Enrico
- 1967 : La Loi du survivant de José Giovanni
- 1967 : Deux billets pour Mexico de Christian-Jaque
- 1967 : Diaboliquement vôtre de Julien Duvivier

- 1968 : Tante Zita de Robert Enrico
- 1968 : Les Cracks d'Alex Joffé
- 1968 : Les Jeunes Loups de Marcel Carné
- 1968 : Un drôle de colonel de Jean Girault
- 1968 : La Motocyclette (The Girl on a Motorcycle) de Jack Cardiff
- 1968 : Le Gendarme se marie de Jean Girault

- 1969 : La Piscine de Jacques Deray
- 1969 : Une folle envie d'aimer  (Orgasmo) de Umberto Lenzi
- 1969 : Un corpo caldo per l'inferno de Franco Montemurro
- 1969 : Les Étrangers de Jean-Pierre Desagnat
- 1969 : Money-Money de José Varela

#### Années 1970
- 1970 : Que fais-tu grande folle ? (Splendori e miserie di Madame Royale) de Vittorio Caprioli
- 1970 : Paranoia de Umberto Lenzi
- 1970 : La Horse de Pierre Granier-Deferre
- 1970 : Ces messieurs de la gâchette de Raoul André
- 1970 : Le Petit Bougnat de Bernard Toublanc-Michel
- 1970 : Nous n'irons plus au bois de Georges Dumoulin
- 1970 : Le Mur de l'Atlantique de Marcel Camus
- 1970 : Le Gendarme en balade de Jean Girault
- 1970 : La Liberté en croupe d'Édouard Molinaro

- 1971 : Sur un arbre perché de Serge Korber
- 1971 : Quelqu'un derrière la porte de Nicolas Gessner
- 1971 : Un peu de soleil dans l'eau froide de Jacques Deray
- 1971 : Les Pétroleuses de Christian-Jaque
- 1972 : Les Feux de la Chandeleur de Serge Korber
- 1972 : Le Bar de la Fourche d'Alain Levent
- 1972 : La Vallée de Barbet Schroeder
- 1972 : Canterbury interdit (Le mille e una notte all'italiana) de Carlo Infascelli
- 1972 : Le Grand Duel (Il grande duello) de Giancarlo Santi

- 1973 : Le Mariage à la mode de Michel Mardore
- 1973 : L'Affaire Dominici de Claude Bernard-Aubert
- 1973 : Vivre ensemble d'Anna Karina
- 1973 : La Poursuite implacable (Revolver) de Sergio Sollima
- 1973 : Prêtres interdits de Denys de La Patellière

- 1974 : Deux Grandes Filles dans un pyjama de Jean Girault
- 1974 : Dis-moi que tu m'aimes de Michel Boisrond

- 1975 : Trop c'est trop de Didier Kaminka
- 1975 : N'Diangane (Njangaan) de Mahama Johnson Traoré
- 1975 : Numéro deux de Jean-Luc Godard et Anne-Marie Miéville

- 1976 : Jamais plus toujours de Yannick Bellon
- 1976 : L'Année sainte de Jean Girault

- 1977 : Comme sur des roulettes de Nina Companeez

- 1978 : Comment ça va de Jean-Luc Godard et Anne-Marie Miéville

- 1979 : Le Gendarme et les Extra-terrestres de Jean Girault
- 1979 : Je te tiens, tu me tiens par la barbichette de Jean Yanne

#### Années 1980
- 1980 : La légion saute sur Kolwezi de Raoul Coutard
- 1980 : Tout dépend des filles de Pierre Fabre
- 1980 : L'Empreinte des géants de Robert Enrico
- 1981 : Fais gaffe à la gaffe ! de Paul Boujenah
- 1982 : Le Gendarme et les Gendarmettes de Jean Girault et Tony Aboyantz
- 1983 : L'Été meurtrier de Jean Becker
- 1985 : Liberté, Égalité, Choucroute de Jean Yanne

#### Depuis les années 1990
- 1992 : Les Nuits fauves de Cyril Collard
- 1995 : Zadoc et le Bonheur de Pierre-Henri Salfati
- 1995 : Bye-bye de Karim Dridi
- 1997 : Saraka bô de Denis Amar
- 1999 : Mon père, ma mère, mes frères et mes sœurs… de Charlotte de Turckheim
- 2003 : Une affaire qui roule d'Éric Veniard
- 2014 : Astérix : Le Domaine des dieux d'Alexandre Astier et Louis Clichy
- 2014 : Un village presque parfait de Stéphane Meunier

### Distributeur

#### Films français
- 1935 : La Bandera de Julien Duvivier

#### Films étrangers distribués en France
- 1984 : Il était une fois en Amérique (Once Upon a Time in America) de Sergio Leone

## Identité visuelle

Logo en 1981.
Logo des années 2010.